# سابلت
سابلت (انگلیسی: Sabelt) شرکت خودروسازی ایتالیایی است، که در سال ۱۹۷۲ تأسیس شد.